# トウモロコシ属
トウモロコシ属 (Zea) は、イネ目イネ科に分類される植物の一属であり、5種4亜種を含む。この属に分類される最もよく知られた分類群はトウモロコシであり、この属唯一の栽培化された植物である。それ以外の野生種および野生亜種は「テオシント」（英語: teosinte、テオシンテ、ブタモロコシ）と総称され、メソアメリカに分布している。
テオシントとトウモロコシの形態に大きな差異があったことからトウモロコシの起源については諸説あり、数十年に渡る論争となっていたが、現在ではテオシントに含まれる亜種 Zea mays subsp. parviglumis が栽培化されたものであると理解されている。

## 名称
学名の Zea は別の穀物（おそらくスペルトコムギ）を指すギリシア語の ζειά に由来する。テオシント (teosinte) の名は、先住民族のナワトル語で聖なる乾いた穂を意味する teocintli に由来する。

## 形態・特徴

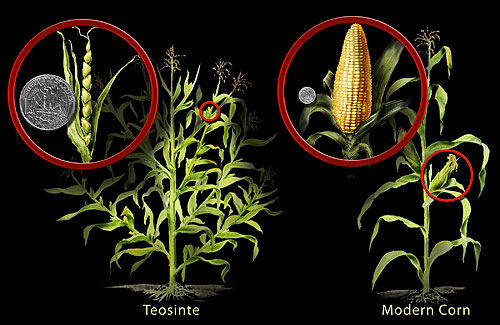
テオシントとトウモロコシの比較

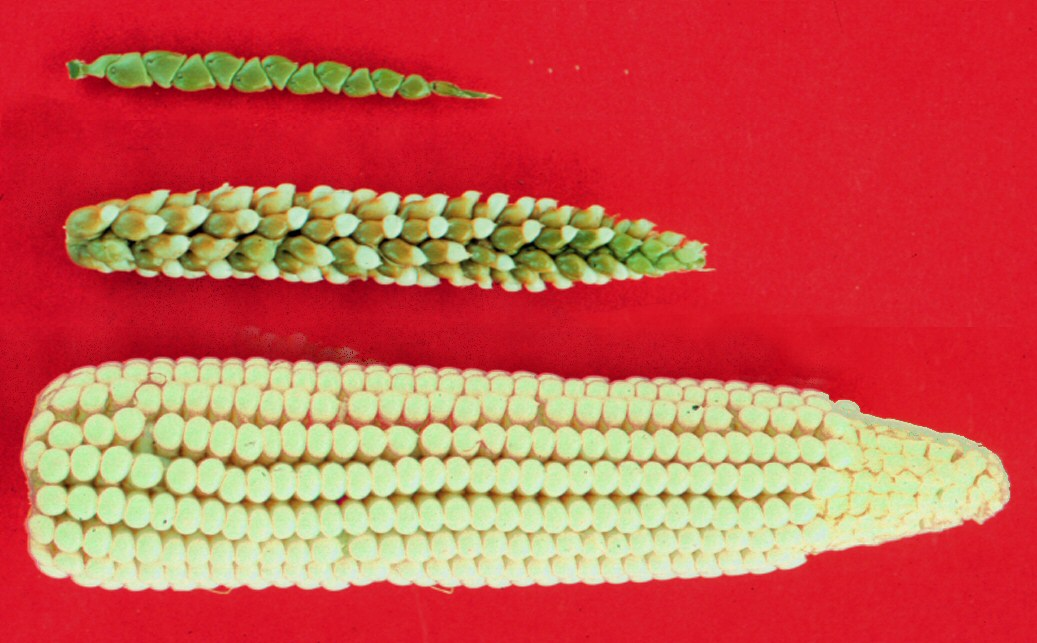
テオシント（上）、テオシントとトウモロコシの雑種（中）, トウモロコシ（下）の雌穂

多様な種および亜種を含む属であり、メキシコから中央アメリカにかけてのメソアメリカの多くの地域に分布する。
多年生、一年生の両方の植物を含み、Z. diploperennis と Z. perennis は多年生であり、その他の種は一年生である。テオシントは短日植物であるが、トウモロコシは中性植物である。Z. perennis のみ4倍体 (2n=40) であり、それ以外の種は2倍体 (2n=20) である。すべてのテオシントはトウモロコシと交雑可能であるが、テオシントが繁茂している条件でも交雑が起こることは一般的に少ない。
テオシントは、一般的に主茎のほとんどの節に伸長する側枝を持つ。主茎と側枝の節間はそれぞれ15センチメートル程度かそれ以上に伸長し、1つの節につき1枚の葉を持つ。側枝の葉は突出する葉身と茎を包む葉鞘に分かれ、葉序は互生である。側枝の節数はおおよそ、その側枝が出ている主茎の節以上の節の数と同じである。つまり、主茎の上から3節目より伸びている側枝の節数は大抵3である。主茎と一次側枝の先端に雄穂ができ、一次側枝の葉の葉腋にできる二次側枝に1枚の包葉に包まれた雌穂をつける。一方、トウモロコシは主茎の2つか3つの節の側枝しか伸長せず、二次側枝は一般的に作らない。側枝につく葉はほとんどが葉鞘で葉身は小さく、互生というよりは対生に生える。側枝はテオシントの側枝よりも多くの節を持ち、例えばW22という系統では上から5つ目の節の側枝は12節を持つ。また、側枝は伸長せず、先端に複数の包葉に包まれた雌穂を作る。
雌穂の形態は、テオシントとトウモロコシで最も劇的に異なる。テオシントの雌穂には、二列生で5から10の果実がつく。果実を覆う殻斗は陥入した穂軸の節間部から構成され、外包穎は殻斗の開放部に封をするように存在する。また、穂軸の節間部も外包穎も高度に硬化している。果実にはそれぞれ離層があり、成熟すると穂から外れる。一方、トウモロコシの殻斗は1つの雌穂につき、対生に大抵100以上できる。殻斗はテオシントのものに比べて浅く、しばしば崩壊しており、果実を包んではいない。殻斗は硬化しているが、外包穎は比較的柔らかい。また、離層がなく、成熟しても果実は穂に付いたままである。

## 種
以下の5種が認められている。
Zea diploperennis Iltis, Doebley and Guzman
生息地が非常に狭く、メキシコ・ハリスコ州南西部シエラ・デ・マナントランに98.7%の個体が分布している。
Zea luxurians (Durieu & Asch.) R.M.Bird
グアテマラ北東部、ホンジュラス、ニカラグア。Z. diploperennis および、Z. perennis に似るが、根茎がない。
Zea mays L.
メキシコ中央および南西部からグアテマラ西部。
Zea nicaraguensis H.H.Iltis & B.F.Benz
ニカラグア南西部。
Zea perennis (Hitchc.) Reeves & Mangelsd.
メキシコ・ハリスコ州南西部。Z. diploperennis に似るが、染色体数と形態的特徴により識別できる。

### 亜種
Zea maysはさらに4つの亜種に分けられる。
Z. m. subsp. huehuetenangensis (Iltis & Doebley) Doebley
グアテマラ西部。Z. m. subsp. parviglumis に似るが生育が遅い。
Z. m. subsp. mexicana (Schrad.) Iltis,
メキシコ北部および中央部。標高1700から2600メートルの高地に分布する。生育が比較的早く、10から20の分げつを出すものが多い。果実や雄穂小穂が他の亜種より大きい。Zea mexicana とする分類もある。
Z. m. subsp. parviglumis Iltis & Doebley
メキシコ・ハリスコ州からオアハカ州。海抜400から1800メートルの地域に分布し、低い標高の温暖な地域に生息している。亜種名は小さな外穎を意味する。雄穂小穂や果実が小さい。分げつが多く、大抵は20以上、多いものでは100を超える。トウモロコシの直接的な祖先野生種である。
Z. m. subsp. mays
トウモロコシ。デント種やスイート種などの栽培品種がある。

## 系統樹
トウモロコシおよびテオシントのゲノムDNA上にある約1000箇所の一塩基多型を基に、次のような分子系統樹が得られている。

|  | Zea nicaraguensis |
|  |                   |
|  | Zea luxurians     |
|  |                   |

|  | Zea diploperennis |
|  |                   |
|  | Zea perennis      |
|  |                   |

|  | Zea mays subsp. mexicana                                                             |
|  |                                                                                      |
|  | \| \| Zea mays subsp. parviglumis \| \| \| \| \| \| Zea mays subsp. mays \| \| \| \| |
|  |                                                                                      |
|  | Zea mays subsp. parviglumis                                                          |
|  |                                                                                      |
|  | Zea mays subsp. mays                                                                 |
|  |                                                                                      |

|  | Zea mays subsp. parviglumis |
|  |                             |
|  | Zea mays subsp. mays        |
|  |                             |

|  | Zea mays subsp. mexicana                                                             |
|  |                                                                                      |
|  | \| \| Zea mays subsp. parviglumis \| \| \| \| \| \| Zea mays subsp. mays \| \| \| \| |
|  |                                                                                      |
|  | Zea mays subsp. parviglumis                                                          |
|  |                                                                                      |
|  | Zea mays subsp. mays                                                                 |
|  |                                                                                      |

|  | Zea mays subsp. parviglumis |
|  |                             |
|  | Zea mays subsp. mays        |
|  |                             |

|  | Zea diploperennis |
|  |                   |
|  | Zea perennis      |
|  |                   |

|  | Zea mays subsp. mexicana                                                             |
|  |                                                                                      |
|  | \| \| Zea mays subsp. parviglumis \| \| \| \| \| \| Zea mays subsp. mays \| \| \| \| |
|  |                                                                                      |
|  | Zea mays subsp. parviglumis                                                          |
|  |                                                                                      |
|  | Zea mays subsp. mays                                                                 |
|  |                                                                                      |

|  | Zea mays subsp. parviglumis |
|  |                             |
|  | Zea mays subsp. mays        |
|  |                             |

|  | Zea mays subsp. mexicana                                                             |
|  |                                                                                      |
|  | \| \| Zea mays subsp. parviglumis \| \| \| \| \| \| Zea mays subsp. mays \| \| \| \| |
|  |                                                                                      |
|  | Zea mays subsp. parviglumis                                                          |
|  |                                                                                      |
|  | Zea mays subsp. mays                                                                 |
|  |                                                                                      |

|  | Zea mays subsp. parviglumis |
|  |                             |
|  | Zea mays subsp. mays        |
|  |                             |

|  | Zea nicaraguensis |
|  |                   |
|  | Zea luxurians     |
|  |                   |

|  | Zea diploperennis |
|  |                   |
|  | Zea perennis      |
|  |                   |

|  | Zea mays subsp. mexicana                                                             |
|  |                                                                                      |
|  | \| \| Zea mays subsp. parviglumis \| \| \| \| \| \| Zea mays subsp. mays \| \| \| \| |
|  |                                                                                      |
|  | Zea mays subsp. parviglumis                                                          |
|  |                                                                                      |
|  | Zea mays subsp. mays                                                                 |
|  |                                                                                      |

|  | Zea mays subsp. parviglumis |
|  |                             |
|  | Zea mays subsp. mays        |
|  |                             |

|  | Zea mays subsp. mexicana                                                             |
|  |                                                                                      |
|  | \| \| Zea mays subsp. parviglumis \| \| \| \| \| \| Zea mays subsp. mays \| \| \| \| |
|  |                                                                                      |
|  | Zea mays subsp. parviglumis                                                          |
|  |                                                                                      |
|  | Zea mays subsp. mays                                                                 |
|  |                                                                                      |

|  | Zea mays subsp. parviglumis |
|  |                             |
|  | Zea mays subsp. mays        |
|  |                             |

|  | Zea diploperennis |
|  |                   |
|  | Zea perennis      |
|  |                   |

|  | Zea mays subsp. mexicana                                                             |
|  |                                                                                      |
|  | \| \| Zea mays subsp. parviglumis \| \| \| \| \| \| Zea mays subsp. mays \| \| \| \| |
|  |                                                                                      |
|  | Zea mays subsp. parviglumis                                                          |
|  |                                                                                      |
|  | Zea mays subsp. mays                                                                 |
|  |                                                                                      |

|  | Zea mays subsp. parviglumis |
|  |                             |
|  | Zea mays subsp. mays        |
|  |                             |

|  | Zea mays subsp. mexicana                                                             |
|  |                                                                                      |
|  | \| \| Zea mays subsp. parviglumis \| \| \| \| \| \| Zea mays subsp. mays \| \| \| \| |
|  |                                                                                      |
|  | Zea mays subsp. parviglumis                                                          |
|  |                                                                                      |
|  | Zea mays subsp. mays                                                                 |
|  |                                                                                      |

|  | Zea mays subsp. parviglumis |
|  |                             |
|  | Zea mays subsp. mays        |
|  |                             |

## トウモロコシの起源とテオシント
トウモロコシの起源については、遺伝学的に最も近いイネ科野生植物テオシントが祖先種であるという説が唱えられていたが、テオシントとトウモロコシの形態が大きく異なっていたことから、いくつかの異論があった。その中でも有力視されていたのは、ManglesdorfとReevesによって1938年に提唱された「三部説」である。この説では、トウモロコシの祖先はすでに絶滅した「野生型トウモロコシ」であり、テオシントはトウモロコシと近縁のトリプサクム属との交雑に由来するものであるとし、トウモロコシの大きな変異の多くはトウモロコシとトリプサクム属の交雑によるものであるとした。この三部説は考古学者も巻き込んで人気のある説となり、権威ある学術雑誌に掲載されたが、トウモロコシとトリプサクム属は染色体の数が異なるため、自然界での交雑が起こるとは考えにくく、遺伝学者は認めていなかった。
その後数十年の間に進化遺伝学的な研究が進み、染色体の形態や反復配列、アイソザイム、葉緑体DNAの解析が行われ、いずれの結果もトリプサクム属がトウモロコシの起源に関与しているという説ではなく、テオシントが祖先種であるという説を支持していた。トウモロコシとテオシントとの間には、分げつ性や、雌穂の条性、穎果を包む硬い殻の有無などの明確な形態的な差異があることが、テオシント起源説への反論の大きな論拠であったが、これらの違いはわずかに5つ程度の遺伝子の差異によって説明できることが示されている。
2001年にはアメリカの遺伝学やゲノムサイエンス、進化生物学の権威である12人が、トウモロコシの祖先種はテオシントであり、他の説には何の根拠もないという趣旨の論文を考古学の雑誌に発表し、考古学の分野からもこの見解が支持されている。
トウモロコシの祖先野生種は Z. m. subsp. parviglumis であり、約9200年前にメキシコのバルサス川流域に生息していた集団が栽培化されて分岐したことが判明しているが、品種によっては Z. m. subsp. mexicana のゲノムが最大20%移入していることも報告されている。

## 人間との関わり
トウモロコシは多くの国で栽培されている穀物であり、アメリカ合衆国南西部の砂漠地帯からアンデス山脈の高原地帯まで、多様な気候の中で栽培可能である。食用だけでなく、家畜の飼料やバイオエタノールの原料としても利用される。
いくつかのテオシントは、放牧や農業の拡大によって絶滅のおそれがある程度まで生息数が減少しており、保全が行われている。メキシコのシエラ・デ・マナントラン生物圏保護区では Z. diploperennis が、ニカラグアの Apacunca Genetic Reserve では Z. nicaraguensis がそれぞれ保護されている。また、メキシコ国立農牧林研究所や国際トウモロコシ・コムギ改良センターなどの種子銀行ではテオシントの系統の収集と維持が行われている。一方、テオシントはメキシコのトルーカバレーやハリスコ東部などではトウモロコシ農場の雑草として扱われているほか、スペインやフランスでは外来種として生息域を広げていることが報告されている。